# Phép xã giao tại Indonesia
Rất nhiều các nghi thức xã giao tại In-đô-nê-xi-a chi phối những kỳ vọng về hành vi xã hội tại đất nước này và được coi là vô cùng quan trọng, thiết yếu. Phép xã giao thể hiện sự tôn trọng, khuôn phép và là nhân tố chủ chốt trong việc tương tác giữa con người với nhau. Giống như nhiều nền văn hóa xã hội khác, phép xã giao biến thiên rất nhiều phụ thuộc vào địa vị của một người tùy theo người được hỏi. Một vài quy ước tùy thuộc vào thực tiễn cũng như thói quen của từng vùng miền, và do đó không thể tồn tại ở khắp mọi nơi trên đất nước In-đô-nê-xi-a.

### Danh mục sách tham khảo
- Cathie Draine (1986). Culture Shockǃ Indonesia, A Guide to Custom and Etiquette. Thành phố Portland, bang Oregon, Hoa Kỳ: Graphic Arts Center Publishing Company, with arrangements with Times Editions Pte Ltd. ISBN 1558680578. {{Chú thích sách}}: Đã bỏ qua tham số không rõ |đồng tác giả= (trợ giúp)